# 墨西哥城地鐵B線
墨西哥城地鐵B線（西班牙語：Línea B del Metro de la Ciudad de México）是墨西哥城地鐵其中一條路線，全長23.722公里，共21個車站，以綠色和灰色並排標示。